# Batalla d'Ascaló
|  | Per a altres significats sobre el setge i conquesta d'Ascaló el 1153, vegeu «Setge d'Ascaló». |

La batalla d'Ascaló va tenir lloc el 12 d'agost de 1099 i és considerada l'última batalla de la Primera Croada.

## Rerefons
El 1095 el nou papa Urbà II va cridar a la guerra santa contra els musulmans que ocupaven Jerusalem i d'altres emplaçaments religiosos a Palestina i ajudar l'emperador romà d'Orient, Aleix I Comnè, a combatre els turcs que estaven envaint les seves terres. Durant els següents mesos més exèrcits croats van arribar a Constantinoble. L'emperador Aleix volia que els croats li juressin lleialtat i va pressionar-los perquè l'ajudessin a expulsar els turcs de les seves terres; una empresa que els croats consideraven secundària. Finalment Jofré i els altres cavallers van accedir a pronunciar una versió modificada del jurament, comprometent-se a retornar algunes terres a l'emperador romà d'Orient. La primavera de 1097 els croats van marxar cap a la guerra.
Durant la marxa cap a Jerusalem, els croats van entaular negociacions amb el Califat Fatimita per intentar arribar a un acord satisfactori sense necessitat de lluitar, però encara que els fatimites estaven disposats a cedir el control de Síria, es negaven a lliurar Palestina, una cosa inacceptable per als croats, ja que el seu objectiu final era la Basílica del Sant Sepulcre a Jerusalem. Després d'un llarg setge, els fatimites van perdre Jerusalem el 15 de juliol de 1099, i immediatament es va formar un nou exèrcit per recuperar la ciutat.
Els croats van actuar ràpidament. El 22 de juliol Jofré de Bouillon fou nomenat rei de Jerusalem, i Arnulf de Chocques, nomenat patriarca de Jerusalem l'1 d'agost, un monjo va descobrir la relíquia de la Veracreu el 5 d'agost.
El visir Al-Àfdal ibn Badr al-Jamalí encapçalava les tropes fatimites egípcies que van intentar recuperar Jerusalem, amb estimacions des de 20.000 a 200.000 soldats, format per egipcis i dels pobles costaners. Esperava la flota amb la maquinària de setge, que es muntaria a Ascaló per assetjar Jerusalem, amb les lleves àrabs, i va acampar a la plana d'Al-Majdal, en una vall fora d'Ascaló, preparant-se per continuar la marxa cap a Jerusalem i assetjar els croats. Va enviar una ambaixada per advertir els croats que havien d'abandonar Jerusalem, però va ser ignorada.
El 9 d'agost Jofré va liderar la marxa dels croats cap a Ascaló, a un dia de camí. Robert II de Flandes i Arnulf van acompanyar Jofré a l'avantguarda, i Ramon IV de Tolosa i Robert II de Normandia es van quedar a la rereguarda, bé per una discussió amb Jofré, o perquè preferien conèixer les dimensions de l'exèrcit egipci a través dels seus propis exploradors. Quan van confirmar la presència dels egipcis, van decidir continuar en la mateixa formació durant l'endemà. A prop de Ramla se'ls van unir l'11 d'agost a Ibelin, Tancred d'Hauteville i Eustaqui III de Boulogne, el germà de Jofré, que feia un mes que estaven de campanya per capturar Nablus i havien estat cridats per afegir-se a la marxa. Al capdavant de l'exèrcit Arnulf portava la relíquia de la Veracreu, mentre que Raymond d'Aguiliers portava la relíquia de la Llança Sagrada descoberta l'any anterior en Antioquia.
Pere l'Ermità, que es quedà al càrrec de Jerusalem amb uns pocs soldats, va dirigir el 10 d'agost una processó catòlica i ortodoxa, des de la Basílica del Sant Sepulcre fins al Temple de Jerusalem i va fer pregàries diàries d'intercessió. Uns 1.200 cavallers i 9.000 soldats d'infanteria componien l'exèrcit. Al-Àfdal ibn Badr al-Jamalí desconeixia que els croats havien partit cap a Ascaló.

## Batalla
L'11 d'agost els croats van trobar els bous, ovelles, camells i cabres, que s'havien reunit com a subministrament per alimentar les forces fatimites, i que pasturaven fora de la ciutat. L'endemà al matí els croats van continuar la seva marxa amb els animals, donant a l'exèrcit un aspecte més gran del que realment era.
Al-Afdal encara no sabia que els croats estaven a la zona i ni tan sols havia considerat la possibilitat que haguessin sortit fora de Jerusalem. El matí del 12, els exploradors croats van localitzar la ubicació del campament fatimita i van carregar. Durant la marxa s'havien organitzat en nou divisions: Jofré de Bouillon liderava l'ala esquerra, Ramon IV de Tolosa la dreta, i Tancred d'Hauteville, Eustaqui III de Boulogne, Robert II de Normandia i Gastó IV de Bearn formaven el centre. Hi havia a més dues divisions més petites, i una divisió d'infanteria anava al capdavant de cadascuna d'elles. Aquesta formació es va mantenir també als afores d'Ascaló, amb el centre de l'exèrcit entre la Porta de Jerusalem i la Porta de Jaffa, l'ala dreta alineada amb la costa de la mar Mediterrània, i l'ala esquerra enfront de la Porta de Jaffa.
Malgrat la seva superioritat numèrica, l'exèrcit d'Al-Afdal era semblant a l'exèrcit seljúcida, al que ja s'havien enfrontat els croats amb anterioritat. Els fatimites van ser completament sorpresos i la batalla va ser breu, abans que la cavalleria pesant fatimita estigués preparada per entrar en acció. Les dues principals línies de batalla es van aproximar entre la pluja de fletxes fins que va començar el cos a cos amb les llances. Els etíops van atacar el centre de la línia croada, i l'avantguarda fatimita voltà als croats per atacar la seva rereguarda, que va ser reforçada per Jofré.
El pànic es va estendre entre les tropes d'Al-Afdal i van començar a fugir cap a la seguretat que els proporcionava la ciutat fortificada. Ramon IV de Tolosa va perseguir alguns fins al mar, altres es van enfilar als arbres i foren abatuts amb fletxes, mentre que molts morien aixafats en les aglomeracions que es van formar a les entrades de les portes d'Ascaló. Al-Afdal va deixar enrere el seu campament i els seus tresors, que van ser capturats per Robert i Tancred. Les pèrdues en el bàndol croat són desconegudes, però els egipcis van perdre entre 10.000 i 12.000 homes.

## Conseqüències
Els croats van passar la nit al campament abandonat, preparant un altre atac, però l'endemà els fatimites van retirar-se a Egipte en vaixell, i els croats van assetjar Ascaló i saquejar tot el que van poder, incloent l'estendard i la tenda personal del visir, van cremar la resta, i van morir dues mil set-centes persones. Els croats van tornar a Jerusalem el 13 d'agost, i després de les celebracions tant Jofré de Bouillon com Ramon IV de Tolosa van reclamar Ascaló.
Després de la batalla gairebé tots els croats van tornar a casa seva a Europa en haver complert amb èxit el seu vot de peregrinació i la guarnició de la ciutat, en assabentar-se de la desunió dels croats va veure l'oportunitat de no rendir-se i Ascaló va romandre sota control fatimita. La seva guarnició aviat va ser reforçada, convertint-se en la base d'operacions per a les invasions del Regne de Jerusalem que Egipte portava a terme cada any fins a 1153, quan va ser finalment capturada pels croats en el setge d'Ascaló. Només uns quants centenars de cavallers es van quedar a Jerusalem fins a final d'any, tot i que gradualment van estar sent reforçats per l'arribada de nous pelegrins i croats inspirats per l'èxit de la Primera Croada.